# Laccophilus luctuosus
Laccophilus luctuosus är en skalbaggsart som beskrevs av Sharp 1882. Laccophilus luctuosus ingår i släktet Laccophilus och familjen dykare. Inga underarter finns listade i Catalogue of Life.